# Biskupice (gromada w powiecie poznańskim)
Biskupice – dawna gromada, czyli najmniejsza jednostka podziału terytorialnego Polskiej Rzeczypospolitej Ludowej w latach 1954–1972.
Gromady, z gromadzkimi radami narodowymi (GRN) jako organami władzy najniższego stopnia na wsi, funkcjonowały od reformy reorganizującej administrację wiejską przeprowadzonej jesienią 1954 do momentu ich zniesienia z dniem 1 stycznia 1973, tym samym wypierając organizację gminną w latach 1954–1972.
Gromadę Biskupice z siedzibą GRN w Biskupicach utworzono – jako jedną z 8759 gromad na obszarze Polski – w powiecie poznańskim w woj. poznańskim, na mocy uchwały nr 33/54 WRN w Poznaniu z dnia 5 października 1954. W skład jednostki weszły obszary dotychczasowych gromad Biskupice, Jerzykowo i Pruszewiec, ponadto miejscowości Promienko i Promno (stacja PKP) z dotychczasowej gromady Promno oraz miejscowość Borowy Młyn z dotychczasowej gromady Jerzyn – ze zniesionej gminy Polskawieś, a także obszar dotychczasowej gromady Jankowo, ponadto miejscowości Barcinek, Bugaj i Uzarzewo-Chuby z dotychczasowej gromady Uzarzewo oraz miejscowość Góra z dotychczasowej gromady Góra – ze zniesionej gminy Swarzędz – w tymże powiecie. Dla gromady ustalono 16 członków gromadzkiej rady narodowej.
Gromada przetrwała do końca 1972 roku, czyli do kolejnej reformy gminnej.